# Bahrain-Victorious
Bahrain Victorious is een wielerploeg met een Bahreinse licentie. De ploeg is actief in het circuit van de UCI World Tour.
Er is ook een opleidingsteam verbonden aan het team, namelijk Bahrain Cycling Academy.
Alsook de u23 Cycling Team Friulli sinds 2022.
Sinds 2023 is er ook een u19 team verbonden als development junioren Cannibal B Victorious.
In de Ronde van Zwitserland in 2023 kwam de Zwitser Gino Mäder zwaar ten val in de vijfde etappe. Tijdens de afdaling van de Albulapas viel hij in een ravijn en belandde verderop in het water. Waar hij bewusteloos werd aangetroffen door de koersdokter. Een dag na de val, op 16 juni, werd door de ploegleiding bekendgemaakt dat Mäder was overleden aan zijn verwondingen.

## Palmares

### Grote ronden
| Jaar | Ronde van Italië                                   | Ronde van Italië                        | Ronde van Frankrijk              | Ronde van Frankrijk                              | Ronde van Spanje                | Ronde van Spanje   |
| Jaar | hoogste klassering                                 | etappewinst                             | hoogste klassering               | etappewinst                                      | hoogste klassering              | etappewinst        |
| ---- | -------------------------------------------------- | --------------------------------------- | -------------------------------- | ------------------------------------------------ | ------------------------------- | ------------------ |
| 2017 | ↑ Vincenzo Nibali                                  | 16e Vincenzo Nibali                     | 45e Janez Brajkovič              |                                                  | ↑ Vincenzo Nibali               | 3e Vincenzo Nibali |
| 2018 | 5e Domenico Pozzovivo                              | 10e Matej Mohorič                       | 18e Domenico Pozzovivo           |                                                  | 9e Jon Izagirre                 |                    |
| 2019 | ↑ Vincenzo Nibali                                  |                                         | 39e Vincenzo Nibali              | 6e Dylan Teuns 20e Vincenzo Nibali               | 12e Dylan Teuns                 |                    |
| 2020 | 5e Peio Bilbao                                     | 16e Jan Tratnik                         | 4e Mikel Landa                   |                                                  | 6e Wout Poels                   |                    |
| 2021 | ↑ Damiano Caruso                                   | 6e Gino Mäder 20e Damiano Caruso        | 9e Peio Bilbao Ploegenklassement | 7e en 19e Matej Mohorič 8e Dylan Teuns           | ↑ Jack Haig · Ploegenklassement | 9e Damiano Caruso  |
| 2022 | ↑ Mikel Landa · 5e Peio Bilbao · Ploegenklassement | 17e Santiago Buitrago                   | 14e Luis León Sánchez            |                                                  | 15e Mikel Landa                 |                    |
| 2023 | 4e Damiano Caruso Jonathan Milan Ploegenklassement | 2e Jonathan Milan 19e Santiago Buitrago | 6e Pello Bilbao                  | 10e Peio Bilbao 15e Wout Poels 19e Matej Mohorič | 5e Mikel Landa                  | 20e Wout Poels     |
| 2024 | 5e Antonio Tiberi                                  |                                         | 10e Santiago Buitrago            |                                                  | 22e Jack Haig                   |                    |
| 2025 | 5e Damiano Caruso                                  |                                         | 40e Santiago Buitrago            |                                                  |                                 |                    |

### Klassiekers
Brabantse Pijl: Sonny Colbrelli (2017)
Milaan-San Remo: Vincenzo Nibali (2018), Matej Mohorič (2022)
Parijs-Roubaix: Sonny Colbrelli (2021)
Ronde van Emilia: Giovanni Visconti (2017)
Ronde van Lombardije: Vincenzo Nibali (2017)
Ronde van Piemonte: Sonny Colbrelli (2018)
Waalse Pijl: Dylan Teuns (2022)

### Etappekoersen
BinckBank Tour: Matej Mohorič (2018), Sonny Colbrelli (2021)
Ronde van Burgos: Mikel Landa (2021)

### Kampioenschappen
Wereldkampioenschap, tijdrijden: Rohan Dennis (2019
 Europees kampioenschap, wegwedstrijd: Sonny Colbrelli (2021)
 Ethiopisch kampioenschap, tijdrijden: Tsgabu Grmay (2017)
 Italiaans kampioenschap, wegwedstrijd: Sonny Colbrelli (2021)
 Oekraïens kampioenschap, tijdrijden: Mark Padoen (2019)
 Sloveens kampioenschap, wegwedstrijd: Matej Mohorič (2018 & 2021), Domen Novak (2019)
 Sloveens kampioenschap, tijdrit: Jan Tratnik (2021)
 Spaans kampioenschap, wegwedstrijd: Gorka Izagirre (2018)
 Spaans kampioenschap, tijdrit: Peio Bilbao (2020)
 Taiwanees kampioenschap, wegwedstrijd: Feng Chun-kai (2017)
 Taiwanees kampioenschap, tijdrijden: Feng Chun-kai (2017, 2019)
2017 · 2018 · 2019 · 2020 · 2021 · 2022 · 2023 · 2024 · 2025
Alpecin-Deceuninck · Arkéa-B&B Hotels · Bahrain-Victorious · Cofidis · Decathlon AG2R La Mondiale Team · EF Education-EasyPost · Groupama-FDJ · INEOS Grenadiers · Intermarché-Wanty · Lidl-Trek · Movistar Team · Red Bull-BORA-hansgrohe · Soudal Quick-Step · Jayco AlUla · Picnic PostNL · UAE Team Emirates-XRG · Visma-Lease a Bike · XDS Astana Team
Zie ook: UCI World Tour 2025 · Continental Circuits
Agnoli · Arashiro · Boaro · Bole · Bonifazio · Božič · Brajkovič · Cink · Colbrelli · Feng · García · Gasparotto · Grmay · Haussler · Insausti · Izagirre · Moreno · Navardauskas · A. Nibali · V. Nibali · Novak · Pellizotti · Per · Pibernik · Siwtsow · Visconti · Wang · Garosio (stagiair) · Padoen (stagiair) · Toniatti (stagiair)
Agnoli · Arashiro · Boaro · Bole · Bonifazio · Božič · Colbrelli · Feng · García · Gasparotto · Haussler · G. Izagirre · J. Izagirre · Koren · Mohorič · Navardauskas · A. Nibali · V. Nibali · Novak · Padoen · Pellizotti · Per · Pernsteiner · Pibernik · Pozzovivo · Siwtsow · Visconti · Wang
Agnoli · Arashiro · Bauhaus · Bole · Caruso · Colbrelli · Dennis     · Feng · García · Garosio · Haussler · Koren · Mohorič · A. Nibali · V. Nibali · Novak · Padoen · Pernsteiner · Pibernik · Pozzovivo · Sieberg · Teuns · Tratnik · Wang · Williams
Arashiro · Battaglin · Bauhaus · Bilbao · Bole · Buitrago · Capecchi · Caruso · Cavendish · Colbrelli · Davies · Feng · García Cortina · Haller · Haussler · Inkelaar · Landa · Mohorič · Novak · Padoen · Pernsteiner · Pibernik · Poels · Sieberg · Teuns · Tratnik · Valls · Williams · Wright
Arashiro · Bauhaus · Bilbao · Buitrago · Capecchi · Caruso · Colbrelli  · Davies · Feng · Jack · Haller · Haussler · Inkelaar · Landa · Madan · Mäder · Milan· Mohorič · Novak · Padoen · Pernsteiner · Poels · Sieberg · Teuns · Tratnik · Valls · Williams · Wright
Arashiro · Bauhaus · Bilbao · Buitrago · Caruso · Colbrelli · Feng · Govekar (vanaf 1/6) · Gradek · Haig · Haussler · Landa · Maciejuk · Madan · Mäder · Milan· Mohorič · Novak · Osorio (tot 31/3) · Pernsteiner · Poels · Price-Pejtersen · Sánchez · Sütterlin · Teuns (tot 4/8) · Tratnik · Williams · Wright · Zambanini · Miholjević (stagiair)
Arashiro · Arndt · Bauhaus · Bilbao · Buitrago · Buratti (vanaf 12/4) · Caruso · Govekar · Gradek · Haig · Haussler (tot 7/4) · Kepplinger · Landa · Maciejuk · Madan · Mäder (overleden 16/7) · Miholjević · Milan· Mohorič · Pasqualon · Pernsteiner · Poels · Price-Pejtersen · Rajović · Scott · Sütterlin · Tiberi (vanaf 1/6) · Tu · Wright · Zambanini
Arashiro · Arndt · Bauhaus · Bilbao · Bruttomesso · Buitrago · Buratti · Caruso · Govekar · Gradek · Haig · Kepplinger · Madan · Miholjević · Mohorič · Pasqualon · Pickering · Poels · Price-Pejtersen · Rajović · Scott · Stannard (vanaf 19/8) · Sütterlin · Tiberi · Træen · Tu · Wiśniowski (vanaf 1/3) · Wright · Zambanini · Skerl (stagiair) · van der Meulen (stagiair) · Van Mechelen (stagiair)
Arndt · Bauhaus · Bilbao · Bruttomesso · Buitrago · Buratti · Caruso · Ermakov · Eržen · Eulálio · Govekar · Gradek · Haig · Kepplinger · Martinez · Miholjević · Mohorič · Paasschens · Pasqualon · Pickering · Skerl · Stannard · Stockwell · Tiberi · Træen · Tu · van der Meulen · Van Mechelen · Wright · Zambanini